# Ägyptische Fußballnationalmannschaft der Frauen
Die ägyptische Fußballnationalmannschaft der Frauen ist die Nationalauswahl Ägyptens und untersteht der Egyptian Football Association. Die ägyptische Mannschaft nahm erstmals 1998 an der Afrikameisterschaft teil, die gleichzeitig als Qualifikation für die Weltmeisterschaft 1999 diente. Nachdem man sich in der 1. Runde in Hin- und Rückspiel gegen Uganda durchsetzen konnte, wurde in der anschließenden Gruppenphase gegen Nigeria, Demokratische Republik Kongo und Marokko nur der letzte Platz belegt. 2000 schied Ägypten in der Qualifikation gegen Réunion aus. 2006 schied Ägypten gegen Algerien in der Qualifikation für die Afrikameisterschaft 2006 und Weltmeisterschaft 2007 aus. In der Qualifikation für die Fußball-Afrikameisterschaft der Frauen 2012 konnten die Ägypterinnen zunächst das Hinspiel gegen Äthiopien mit 4:2 gewinnen, verloren im Rückspiel aber mit 0:4, so dass die Qualifikation verpasst wurde.

## Turnierbilanz

### Weltmeisterschaft
| - 1991: nicht teilgenommen (1. Spiel erst 1998) - 1995: nicht teilgenommen (1. Spiel erst 1998) - 1999: nicht qualifiziert - 2003: nicht teilgenommen | - 2007: nicht qualifiziert - 2011: zurückgezogen - 2015: nicht qualifiziert - 2019: nicht gemeldet - 2023: nicht qualifiziert |

### Afrikameisterschaft
| - 1991: nicht teilgenommen (1. Spiel erst 1998) - 1995: nicht teilgenommen (1. Spiel erst 1998) - 1998: Vorrunde - 2000: nicht qualifiziert - 2002: nicht teilgenommen - 2004: nicht teilgenommen - 2006: nicht qualifiziert | - 2008: nicht teilgenommen - 2010: zurückgezogen - 2012: nicht qualifiziert - 2014: nicht qualifiziert - 2016: Vorrunde - 2018: nicht gemeldet - 2022: nicht qualifiziert |

### Olympische Spiele
| - 1996: nicht teilgenommen (1. Spiel erst 1998) - 2000: nicht teilgenommen - 2004: nicht teilgenommen - 2008: nicht teilgenommen | - 2012: nicht teilgenommen - 2016: nicht qualifiziert - 2020: nicht gemeldet - 2024: nicht gemeldet |

### Afrikaspiele
- 2003: nicht teilgenommen
- 2007: nicht teilgenommen
- 2011: nicht teilgenommen
- 2015: zurückgezogen